# Nguyễn Đình Cương
Nguyễn Đình Cương là vận động viên người Việt Nam dành 2 huy chương vàng điền kinh tại SEA Games 24. Đó là chiếc huy chương vàng cự ly 1.500m với thành tích 3 phút 45 giây 31, phá kỷ lục SEA Games trước đó là 3 phút 47 giây 28, được lập từ năm 1993. Chiếc huy chương vàng còn lại Nguyễn Đình Cương cũng giành được ở cự ly 800m nam. Trước đó, Nguyễn Đình Cương từng đạt kỷ lục quốc gia cự ly chạy 1.500 m và có huy chương bạc SEA Games 2003. Anh là người được vinh dự được giao trọng trách cầm Quốc kỳ của đoàn thể thao Việt Nam tại Lễ khai mạc Olympic Bắc Kinh 2008 Đồng thời xếp thứ 4 trong số 10 VĐV Việt Nam tiêu biểu năm 2007
Nguyễn Đình Cương sinh năm 1982 tại thôn Trinh Nữ, xã Yên Hoà, Yên Mô, Ninh Bình. Bố mất lúc Cương mới tròn 2 tháng 17 ngày, để lại vợ và người con, khi đó người anh cả mới ở tuổi 14. Tài năng điền kinh của Cương chỉ được bộc lộ khi anh học lớp 10 - trường THPT Yên Mô A. Tuy nhiêm, mãi đến năm học lớp 11, được sự giúp đỡ tận tình của thầy Lã Hoàng Minh Đạo - giáo viên Thể dục trường PTTH Yên Mô A, Ninh Bình giúp Cương có cơ hội phát triển tài năng của mình. Được chọn vào lớp năng khiếu của tỉnh, chỉ sau 2 năm, Cương đã có mặt trong đội tuyển trẻ và tháng 7/2003 Cương chính thức tham gia tập luyện đội tuyển điền kinh quốc gia.